# 那加兰民族社会主义委员会
那加兰民族社会主义委员会（英語：National Socialist Council of Nagaland，缩写为NSCN）是印度东北部那加兰邦的一个信奉那加民族主义反政府的武装斗争团体。曾被描述为分离自那加民族委员会的毛派团体。其政治目标是建立起主权独立国家“那加兰”。2012年以前，该组织在缅甸西北部也有少量活动。
阿萨姆联合解放阵线、那加兰民族社会主义委员会（卡普朗派）和印度东北地区其他反叛武装组成了“东南亚西部联合解放阵线”。